# Amt Rees-Land
Das Amt Rees-Land war bis 1969 ein Amt im Kreis Rees in Nordrhein-Westfalen. Es ging aus der Bürgermeisterei Rees hervor. Sein Gebiet gehört heute zur Stadt Rees im nordrhein-westfälischen Kreis Kleve.

## Bürgermeisterei Rees
Der Raum Rees gehörte vor der Franzosenzeit zum Herzogtum Kleve, das seit dem 17. Jahrhundert zu Preußen gehörte. Durch den Frieden von Tilsit musste Preußen 1807 auf seine Besitzungen westlich der Elbe verzichten. Der rechtsrheinische Teil des Herzogtums Kleve fiel dadurch im Januar 1808 an den französischen Satellitenstaat Großherzogtum Berg und gehörte dort zum Arrondissement Essen. Das Gebiet war nach französischem Muster in die drei Kantone Emmerich, Rees und Ringenberg gegliedert. In den Kantonen wurden als unterste Verwaltungsebene Mairien (Bürgermeistereien) eingerichtet, darunter auch die Mairie Rees im Kanton Rees. Ende 1810 wurde das Gebiet von Frankreich annektiert und 
gehörte nun zum Arrondissement Rees des Départements Lippe.
Nachdem 1814 das Gebiet des alten Herzogtums Kleve wieder an Preußen gefallen war, wurde aus der Mairie Rees die preußische Bürgermeisterei Rees, die 1816 zum neuen Kreis Rees in der Provinz Jülich-Kleve-Berg, der späteren Rheinprovinz kam.
Die Bürgermeisterei Rees umfasste die Stadt Rees sowie die Gemeinden Bergswick, Esserden, Reesereyland, Reeserward und Speldrop.
Am 9. November 1857 wurde der Stadt Rees die Rheinische Städteordnung verliehen. Seitdem wurde zwischen der Stadtbürgermeisterei Rees und der (Land-)Bürgermeisterei Rees-Land unterschieden, die die Landgemeinden verwaltete. Beiden Bürgermeistereien stand in Personalunion der Bürgermeister von Rees vor.

Karte des Amtes Rees-Land

## Amt Rees-Land
Am Ende des Jahres 1927 wurde die Bezeichnung aller rheinischen Landbürgermeistereien in „Amt“ geändert. Die Landbürgermeisterei Rees hieß seitdem Amt Rees-Land.
Am 1. Juli 1969 wurde das Amt Rees-Land durch das Gesetz zur Neugliederung von Gemeinden des Landkreises Rees aufgelöst. Seine Gemeinden wurden in die Stadt Rees eingemeindet, die seit 1975 zum Kreis Kleve  gehört.

## Einwohnerentwicklung
| Jahr | Bm. Rees   | Bm. Rees   | Quelle |
| ---- | ---------- | ---------- | ------ |
| 1828 | 3555       | 3555       | [ 5 ]  |
|      | Stadt Rees | Rees- Land |        |
| 1871 | 3520       | 722        | [ 6 ]  |
| 1885 | 3705       | 688        | [ 7 ]  |
| 1895 | 3925       | 728        | [ 8 ]  |
| 1910 | 4142       | 704        | [ 9 ]  |
| 1933 | 4825       | 731        | [ 10 ] |
| 1939 | 4796       | 745        | [ 10 ] |
| 1950 | 4501       | 744        | [ 11 ] |
| 1961 | 5530       | 735        | [ 12 ] |